# 越南藤黄
越南藤黄（学名：Garcinia schefferi）是金丝桃科藤黄属的植物。分布于越南以及中国大陆的广东等地，目前尚未由人工引种栽培。